# Arden (New York)
Pour les articles homonymes, voir Arden.

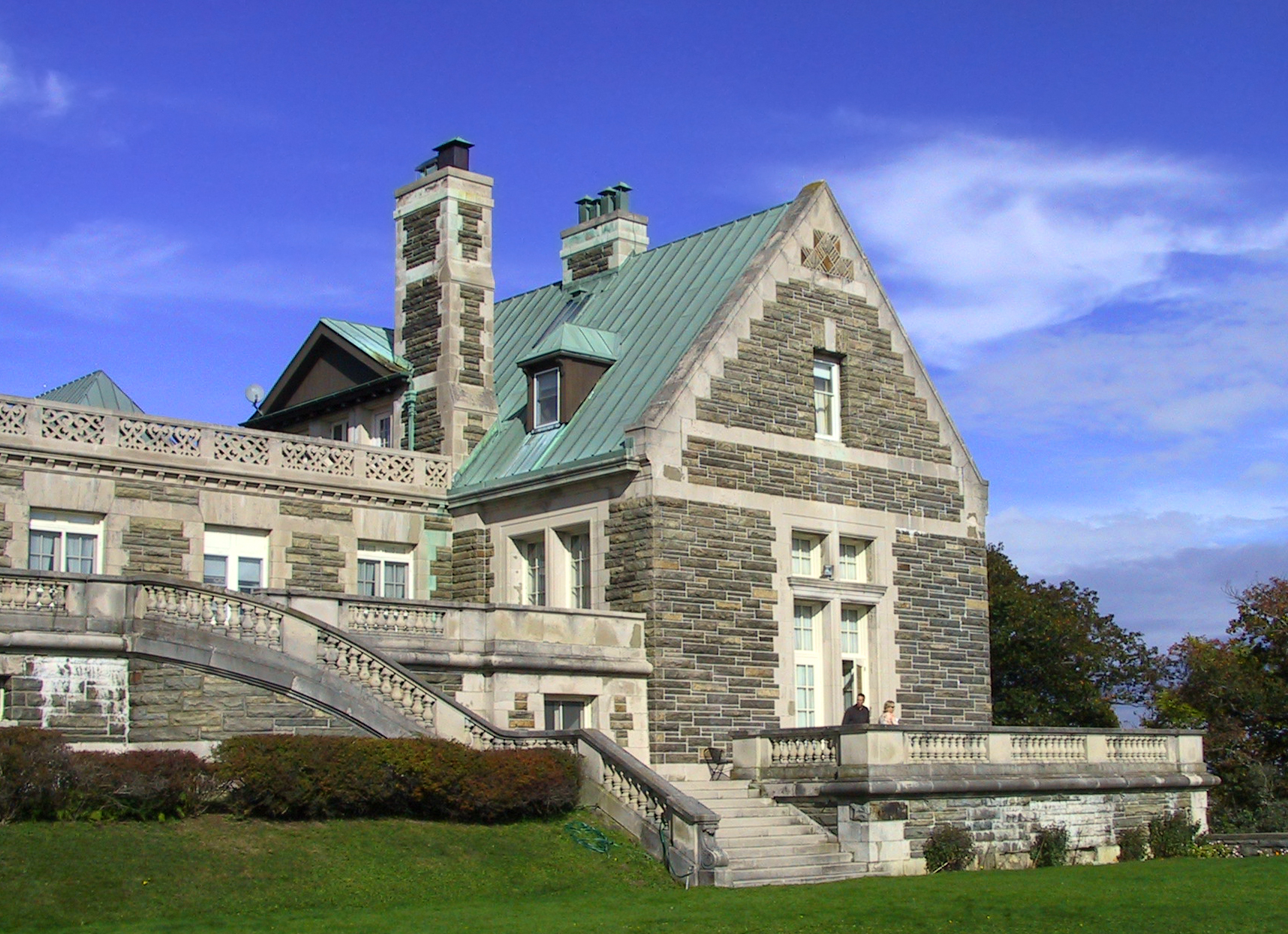
Maison à Arden

Arden est un hameau du comté d'Orange, dans l'État de New York, aux États-Unis. Il est situé près des villes Monroe et de Tuxedo.
Le hameau est nommé d'après une propriété classée National Historic Landmark, Arden, construite par Edward Henry Harriman. Le hameau, anciennement surnommé Greenwood, était notable pour son aciérie.